# Landkreis Dahme-Spreewald

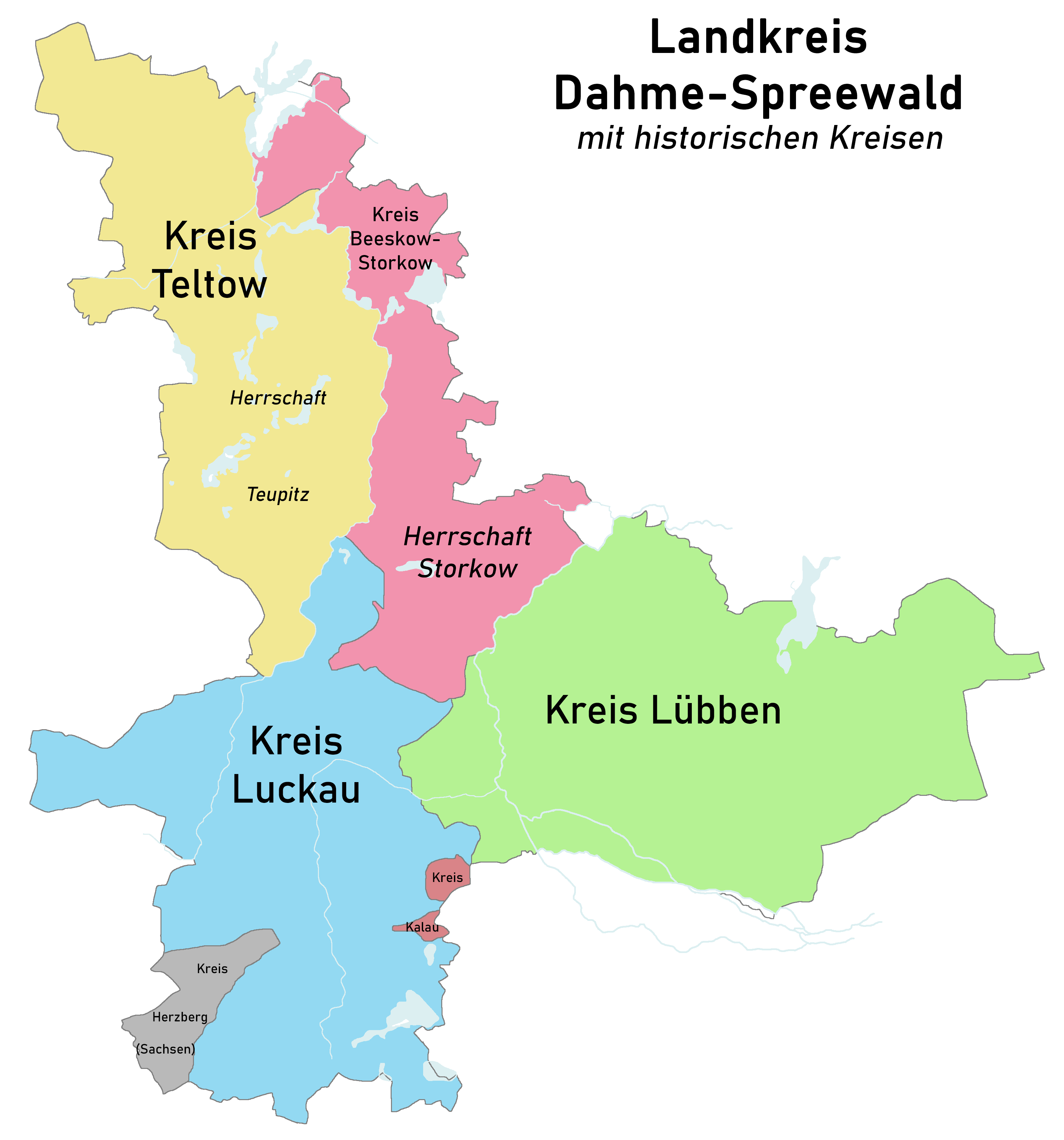
Aufteilung des Kreisgebietes vor 1952

Der Landkreis Dahme-Spreewald (niedersorbisch wokrejs Dubja-Błota) ist ein Landkreis im Südosten des Landes Brandenburg. Sitz der Kreisverwaltung ist die Stadt Lübben (Spreewald).

## Geografie
Der Landkreis Dahme-Spreewald umfasst das Dahme-Seengebiet mit dem Naturpark Dahme-Heideseen, die Niederlausitz mit dem Naturpark Niederlausitzer Landrücken und den Spreewald mit dem Biosphärenreservat Spreewald. Mit der Gemeinde Steinreich liegt auch ein kleiner Teil des Fläming im Landkreis. Die Städte Königs Wusterhausen, Mittenwalde und Wildau sowie die Gemeinden Eichwalde, Schönefeld, Schulzendorf und Zeuthen gehören zur Agglomeration Berlin.
Nachbarkreise sind im Osten der Landkreis Oder-Spree, im Süden die Landkreise Spree-Neiße, Oberspreewald-Lausitz und Elbe-Elster sowie im Westen der Landkreis Teltow-Fläming. Im Norden grenzt, dem Prinzip der Bildung von Sektoralkreisen um das Land Berlin im Zuge der Kreisreform folgend, der Landkreis an die Bundeshauptstadt. Das Gebiet des Landkreises ist zu 42,2 % bewaldet und besteht zu 35,6 % aus landwirtschaftlich genutzten Flächen.

## Gemeinden
Nach der Gemeindegebietsreform 2003 umfasst der Landkreis 37 Gemeinden, darunter neun Städte. Nach der amtlichen Feststellung 2016 sind neun Gemeinden offiziell zweisprachig (Deutsch, Niedersorbisch).
(Einwohner am 31. Dezember 2024)
| Amtsfreie Städte ¹ amtsangehörige Stadt 1. Königs Wusterhausen (39.360) 2. Lübben (Spreewald) – Lubin (Błota) (14.028) 3. Luckau (9203) 4. Mittenwalde (10.027) 5. Wildau (10.717) Weitere amtsfreie Gemeinden 1. Bestensee (9171) 2. Eichwalde (6341) 3. Heideblick (3514) 4. Heidesee (7407) 5. Märkische Heide – Markojska Góla (3757) 6. Schönefeld (19.154) 7. Schulzendorf (9562) 8. Zeuthen (11.431) |

Ämter und zugehörige Gemeinden

(Sitz der Amtsverwaltung *)
| 1. Lieberose/Oberspreewald Amt Luboraz/Górne Błota (6897) 1. Alt Zauche-Wußwerk – Stara Niwa-Wózwjerch (475) 2. Byhleguhre-Byhlen – Běła Góra-Bělin (741) 3. Jamlitz (495) 4. Lieberose, Stadt (1330) 5. Neu Zauche – Nowa Niwa (1036) 6. Schwielochsee – Gójacki Jazor (1481) 7. Spreewaldheide – Błośańska Góla (423) 8. Straupitz (Spreewald) – Tšupc (Błota) * (916) 2. Schenkenländchen (9271) 1. Groß Köris (2623) 2. Halbe (2504) 3. Märkisch Buchholz, Stadt (849) 4. Münchehofe (428) 5. Schwerin (965) 6. Teupitz, Stadt * (1902) | 3. Unterspreewald (8953) 1. Bersteland (846) 2. Drahnsdorf (687) 3. Golßen, Stadt * (2458) 4. Kasel-Golzig (689) 5. Krausnick-Groß Wasserburg (662) 6. Rietzneuendorf-Staakow (614) 7. Schlepzig – Slopišća (615) 8. Schönwald (1226) 9. Steinreich (421) 10. Unterspreewald (735) |

Zum 1. Januar 2013 fusionierten die Ämter Golßener Land und Unterspreewald zum neuen Amt Unterspreewald.

## Geschichte
Das Gebiet des heutigen Landkreises umfasst im Norden die östlichsten Teile der historischen Landschaft Teltow, sowie das Schenkenländchen und Teile der einstigen Herrschaften Zossen und Storkow, die ursprünglich zur Lausitz gehörten. Der Süden des heutigen Landkreises gehörte als Markgrafschaft Niederlausitz bis zum Wiener Kongress zum Kurfürstentum Sachsen.
Der Landkreis Dahme-Spreewald entstand am 6. Dezember 1993 im Zuge der kommunalen Neugliederung des Landes Brandenburg aus den Kreisen Königs Wusterhausen und Lübben sowie dem Kreis Luckau ohne die Stadt und das Amt Dahme/Mark. Des Weiteren kamen die Gemeinde Telz aus dem Kreis Zossen, die Gemeinde Wernsdorf aus dem Kreis Fürstenwalde und das Amt Lieberose sowie die Gemeinde Plattkow aus dem Kreis Beeskow zum Landkreis Dahme-Spreewald.
Bei der für 2019 vorgesehenen Verwaltungsstrukturreform in Brandenburg war nach einem Entwurf von Oktober 2016 geplant, den Landkreis Dahme-Spreewald mit dem Landkreis Teltow-Fläming zu einem Landkreis Dahmeland-Fläming zusammenzulegen. In dem im Juli 2017 von der Landesregierung vorgelegten Gesetzentwurf war die Fusion bereits nicht mehr vorgesehen, bevor die Reform im November 2017 nach massiven Protesten auf kommunaler Ebene endgültig verworfen wurde.

## Bevölkerungsentwicklung
| Jahr | Einwohner |
| ---- | --------- |
| 1993 | 141.701   |
| 1995 | 144.990   |
| 2000 | 158.994   |
| 2005 | 161.937   |
| 2010 | 161.805   |
| 2015 | 164.528   |

| Jahr | Einwohner |
| ---- | --------- |
| 2020 | 173.316   |
| 2021 | 175.834   |
| 2022 | 176.373   |
| 2023 | 177.662   |
| 2024 | 178.793   |

Gebietsstand und Einwohnerzahl am 31. Dezember des jeweiligen Jahres, ab 2011 auf Basis des Zensus 2011, ab 2022 auf Basis des Zensus 2022

## Politik

### Kreistag
Die 56 Sitze im Kreistag verteilen sich seit der Wahl am 9. Juni 2024 wie folgt auf Parteien und Wählergruppen:
- Linke: 3
- PARTEI: 1
- SPD: 10
- Grüne: 3
- WfKW: 1
- BIS: 1
- FWKW: 1
- FDP: 2
- BVB/FW: 3
- Bauern: 3
- StdD: 1
- CDU: 9
- UBL: 4
- AfD: 14

| Partei / Wählergruppe                                    | Stimmen 2024 | Sitze 2024 |        | Stimmen 2019 | Sitze 2019 | Stimmen 2014 | Sitze 2014 | Stimmen 2008 | Sitze 2008 | Stimmen 2003 | Sitze 2003 |
| AfD                                                      | 25,6 %       | 14         | 17,1 % | 10           | 06,8 %     | 4            | –          | –            | –          | –            |            |
| SPD                                                      | 18,5 %       | 10         | 20,2 % | 11           | 26,9 %     | 15           | 26,6 %     | 15           | 25,0 %     | 14           |            |
| CDU                                                      | 16,5 %       | 9          | 15,2 % | 9            | 22,2 %     | 12           | 20,0 %     | 11           | 23,3 %     | 13           |            |
| Unabhängige Bürgerliste                                  | 06,5 %       | 4          | 04,6 % | 3            | 04,9 %     | 3            | 07,7 %     | 4            | 09,8 %     | 6            |            |
| Die Linke 1                                              | 06,0 %       | 3          | 12,5 % | 7            | 18,3 %     | 10           | 23,6 %     | 13           | 20,2 %     | 11           |            |
| BVB/Freie Wähler                                         | 05,6 %       | 3          | 03,5 % | 2            | –          | –            | –          | –            | –          | –            |            |
| Bündnis 90/Die Grünen                                    | 05,2 %       | 3          | 11,1 % | 6            | 05,6 %     | 3            | 04,3 %     | 2            | 04,2 %     | 2            |            |
| Freie Wählergruppe Bauern 2                              | 05,1 %       | 3          | 05,2 % | 3            | 05,1 %     | 3            | 05,4 %     | 3            | 05,0 %     | 3            |            |
| FDP                                                      | 02,5 %       | 2          | 05,3 % | 3            | 04,4 %     | 3            | 06,2 %     | 4            | 06,4 %     | 4            |            |
| Freie Unabhängige Wählergemeinschaft Königs Wusterhausen | 02,2 %       | 1          | 02,4 % | 1            | –          | –            | –          | –            | –          | –            |            |
| Bürgerinitiative Schönefeld                              | 01,5 %       | 1          | –      | –            | –          | –            | –          | –            | –          | –            |            |
| Die PARTEI                                               | 01,2 %       | 1          | –      | –            | –          | –            | –          | –            | –          | –            |            |
| Stimme der Dörfer                                        | 01,0 %       | 1          | –      | –            | –          | –            | –          | –            | –          | –            |            |
| Wir für KW                                               | 00,8 %       | 1          | 01,8 % | 1            | 02,0 %     | 1            | –          | –            | –          | –            |            |
| Tierschutzpartei                                         | 00,7 %       | –          | –      | –            | –          | –            | –          | –            | –          | –            |            |
| Einzelbewerber Andreas Beer                              | 00,4 %       | –          | –      | –            | –          | –            | –          | –            | –          | –            |            |
| Einzelbewerber Andreas Jahnke                            | 00,3 %       | –          | –      | –            | –          | –            | –          | –            | –          | –            |            |
| Einzelbewerberin Fritzi Rottenau                         | 00,2 %       | –          | –      | –            | –          | –            | –          | –            | –          | –            |            |
| NPD                                                      | –            | –          | –      | –            | 03,4 %     | 2            | 04,6 %     | 3            | –          | –            |            |
| Piratenpartei                                            | –            | –          | –      | –            | 00,4 %     | –            | –          | –            | –          | –            |            |
| Alle für Eine                                            | –            | –          | –      | –            | –          | –            | 01,7 %     | 1            | 02,9 %     | 2            |            |
| Einzelbewerber Karsten Kuhl                              | –            | –          | –      | –            | –          | –            | –          | –            | 02,0 %     | 1            |            |
| Einzelbewerber Lars Kolan                                | –            | –          | –      | –            | –          | –            | –          | –            | 00,6 %     | –            |            |
| Schill-Partei                                            | –            | –          | –      | –            | –          | –            | –          | –            | 00,5 %     | –            |            |
| Wahlbeteiligung                                          | 66,9 %       | 66,9 %     | 62,0 % | 62,0 %       | 50,6 %     | 50,6 %       | 53,8 %     | 53,8 %       | 50,8 %     | 50,8 %       |            |

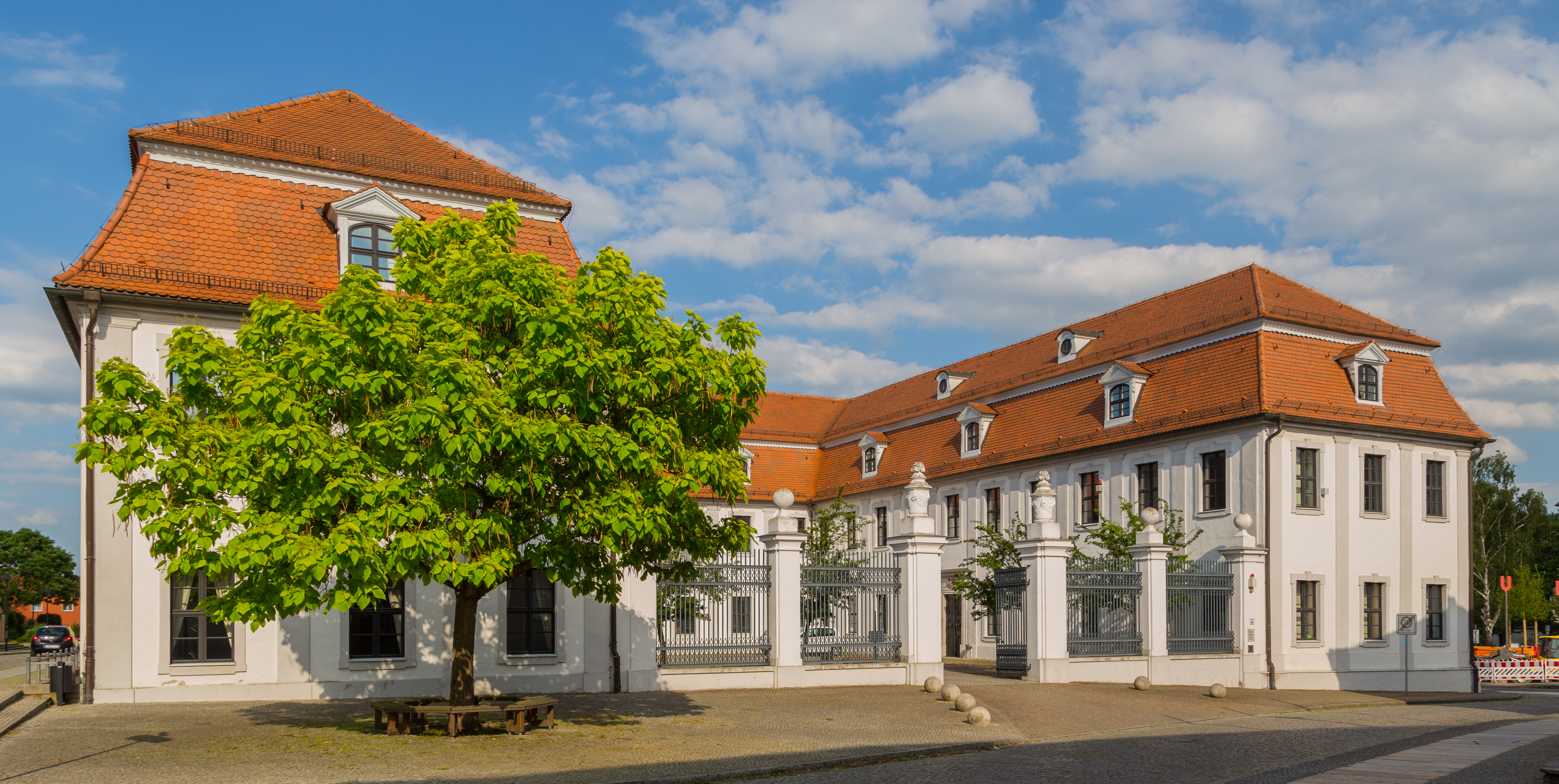
Sitz der Kreisverwaltung

Sitz des Kreistags und der Kreisverwaltung ist das ehemalige Ständehaus der Niederlausitz in Lübben.

### Landrat
- 1993–1997: Hartmut Linke (SPD)
- 1997–2008: Martin Wille (SPD)
- 2008–2024: Stephan Loge (SPD)
- ab 2024: Sven Herzberger (parteilos)

Loge erreichte in der Landratswahl am 11. Oktober 2015 52,6 % der gültigen Stimmen und wurde damit entsprechend § 126 der Kommunalverfassung des Landes Brandenburg für weitere acht Jahre in seinem Amt bestätigt. Für die Wahl 2023 gab Loge frühzeitig bekannt, nicht für eine weitere Amtszeit zur Verfügung zu stehen.
Bei der Landratswahl am 8. Oktober 2023 gab es keine absolute Mehrheit für einen Kandidaten. Steffen Kotré (AfD) erhielt 35,3 %, Sven Herzberger (parteilos) 34,8 % und Susanne Rieckhof (SPD) 29,9 %. Bei der am 12. November 2023 durchgeführten Stichwahl unterlag Kotré mit 35,2 % der abgegebenen Stimmen gegen Herzberger, auf den 64,8 % der abgegebenen Stimmen entfielen.

### Wappen
Das Wappen wurde am 16. November 1995 genehmigt.
Blasonierung: „In Silber eine eingebogene, mit goldener Königskrone belegte, blaue Spitze; begleitet vorn von einem widersehenden golden bewehrten, abgeschnittenen roten Stierrumpf, hinten von einem golden bewehrten, abgeschnittenen roten Adlerrumpf.“
Die Wappen der Ämter, Städte und Gemeinden des Landkreises stehen in einer eigenen Liste.

### Partnerschaften
Seit 2000 besteht eine Partnerschaft mit dem Powiat Wolsztyński in Polen.

## Wirtschaft und Infrastruktur

### Wirtschaft
Im Zukunftsatlas 2016 belegte der Landkreis Dahme-Spreewald Platz 246 von 402 Landkreisen, Kommunalverbänden und kreisfreien Städten in Deutschland und zählt damit zu den Regionen mit „ausgeglichenem Chancen-Risiko Mix“. In der Ausgabe von 2019 verbesserte er sich auf Rang 200 von 401. Im Jahr 2020 schaffte es der Landkreis im Regionalranking des Instituts der deutschen Wirtschaft unter die Top Ten in Deutschland.
Die wirtschaftliche Struktur unterteilt sich grob in die zwei Bereiche des Nord- und des Südkreises. Während der nördliche Kreis vor allem vom Berlin-Brandenburg BER und industriell geprägt ist, findet sich im Südteil des Kreises eine ausgeprägte agrarische und touristische Wirtschaftsstruktur. Mit dem Gebiet „Schönefelder Kreuz“, das die Gemeinden Schönefeld, Königs Wusterhausen und Wildau umfasst, besitzt der Landkreis auch einen von 15 speziell geförderten Regionalen Wachstumskernen im Land Brandenburg.
Im Kreis liegen fünf Branchenschwerpunktorte des Landes Brandenburg, in denen bestimmte Branchenkompetenzfelder konzentriert werden:
| Branchenschwerpunktort  | Gemeinden                                                                                          | Branchenkompetenzfelder     |
| ----------------------- | -------------------------------------------------------------------------------------------------- | --------------------------- |
| Schönefeld und Umgebung | Schönefeld, Eichwalde, Schulzendorf, Zeuthen sowie Blankenfelde-Mahlow im Landkreis Teltow-Fläming | Automotive                  |
| Schönefeld und Umgebung | Schönefeld, Eichwalde, Schulzendorf, Zeuthen sowie Blankenfelde-Mahlow im Landkreis Teltow-Fläming | Biotechnologie/Life Science |
| Schönefeld und Umgebung | Schönefeld, Eichwalde, Schulzendorf, Zeuthen sowie Blankenfelde-Mahlow im Landkreis Teltow-Fläming | Logistik                    |
| Schönefeld und Umgebung | Schönefeld, Eichwalde, Schulzendorf, Zeuthen sowie Blankenfelde-Mahlow im Landkreis Teltow-Fläming | Luftfahrttechnik            |
| Schönefeld und Umgebung | Schönefeld, Eichwalde, Schulzendorf, Zeuthen sowie Blankenfelde-Mahlow im Landkreis Teltow-Fläming | Medien/KT                   |
| Schönefeld und Umgebung | Schönefeld, Eichwalde, Schulzendorf, Zeuthen sowie Blankenfelde-Mahlow im Landkreis Teltow-Fläming | Metall                      |
| Wildau                  | |                             |
| Wildau                  | Automotive                                                                                         |                             |
| Wildau                  | Biotechnologie/Life Science                                                                        |                             |
| Wildau                  | Logistik                                                                                           |                             |
| Wildau                  | Luftfahrttechnik                                                                                   |                             |
| Wildau                  | Medien/KT                                                                                          |                             |
| Wildau                  | Metall                                                                                             |                             |
| Wildau                  | Königs Wusterhausen                                                                                |                             |
| Königs Wusterhausen     | Automotive                                                                                         |                             |
| Königs Wusterhausen     | Biotechnologie/Life Science                                                                        |                             |
| Königs Wusterhausen     | Logistik                                                                                           |                             |
| Königs Wusterhausen     | Luftfahrttechnik                                                                                   |                             |
| Königs Wusterhausen     | Medien/KT                                                                                          |                             |
| Königs Wusterhausen     | Metall                                                                                             |                             |
| Königs Wusterhausen     | Mittenwalde                                                                                        |                             |
| Mittenwalde             | Automotive                                                                                         |                             |
| Mittenwalde             | Logistik                                                                                           |                             |
| Mittenwalde             | Luftfahrttechnik                                                                                   |                             |
| Mittenwalde             | Schienenverkehr                                                                                    |                             |
| Mittenwalde             | Metall                                                                                             |                             |
| Golßen                  | Golßen                                                                                             | Ernährungswirtschaft        |
| Lübben (Spreewald)      | Lübben (Spreewald)                                                                                 | Ernährungswirtschaft        |

### Verkehr
Folgende Verkehrswege verlaufen durch den Landkreis:
- Bundesautobahnen: A 10, A 12, A 13, A 113, A 117
- Bundesstraßen: B 87, B 96, B96a, B 102, B 115, B 179, B 246, B 320
- Wasserstraßen: Hafen Königs Wusterhausen, die Flüsse Dahme und Spree und der Nottekanal
- Flughafen: Berlin Brandenburg
- Bahnstrecken: Berlin–Görlitz, Berlin–Dresden und Grunow–Königs Wusterhausen

## Schutzgebiete
Im Landkreis befinden sich 77 ausgewiesene Naturschutzgebiete (Stand Februar 2017).

## Kfz-Kennzeichen
Am 1. Januar 1994 wurde dem Landkreis das Unterscheidungszeichen LDS zugewiesen und seitdem ausgegeben. Seit dem 2. Juli 2015 sind aufgrund der Kennzeichenliberalisierung zudem die Unterscheidungszeichen KW (Königs Wusterhausen), LC (Luckau) und LN (Lübben) wieder erhältlich.
Bis etwa zum Jahr 2000 erhielten Fahrzeuge aus den Altkreisen besondere Erkennungsnummern:
| Gebiet                       | Buchstaben | Zahlen      |
| ---------------------------- | ---------- | ----------- |
| Altkreis Königs Wusterhausen | A bis K    | 1 bis 999   |
| Altkreis Königs Wusterhausen | P bis S    | 1 bis 999   |
| Altkreis Königs Wusterhausen | X bis Z    | 1 bis 999   |
| Altkreis Königs Wusterhausen | AA bis KY  | 1 bis 99    |
| Altkreis Königs Wusterhausen | PA bis SZ  | 1 bis 99    |
| Altkreis Königs Wusterhausen | XA bis ZZ  | 1 bis 99    |
| Altkreis Königs Wusterhausen | AA bis AZ  | 100 bis 999 |
| Altkreis Luckau              | L bis N    | 1 bis 999   |
| Altkreis Luckau              | LA bis NZ  | 1 bis 99    |
| Altkreis Lübben              | T bis V    | 1 bis 999   |
| Altkreis Lübben              | TA bis VZ  | 1 bis 99    |

Dabei blieb die Vergabe der Erkennungsnummern für den Altkreis Luckau nur für wenige Jahre bestehen. Die Fahrzeuge wurden dann in Lübben zugelassen.

## Eingliederungen und Zusammenschlüsse von Gemeinden
In der Tabelle sind die Eingliederungen und Zusammenschlüsse von Gemeinden seit der Bildung des Landkreises am 5. Dezember 1993 erfasst.
| Gemeinde                  | Datum      | Eingliederung von                                                                                    | nach                | Zusammenschluss von                                                                                 | zu                        |
| ------------------------- | ---------- | --- | ------------------- | --------------------------------------------------------------------------------------------------- | ------------------------- |
| Alt Zauche-Wußwerk        | 26.10.2003 | |                     | Alt Zauche Wußwerk                                                                                  | Alt Zauche-Wußwerk        |
| Bersteland                | 01.02.2002 | |                     | Freiwalde Niewitz Reichwalde                                                                        | Bersteland                |
| Bestensee                 | 26.10.2003 | Pätz                                                                                                 | Bestensee           | |                           |
| Byhleguhre-Byhlen         | 26.10.2003 | |                     | Byhleguhre Byhlen                                                                                   | Byhleguhre-Byhlen         |
| Drahnsdorf                | 31.12.2002 | |                     | Drahnsdorf Falkenhain                                                                               | Drahnsdorf                |
| Golßen                    | 01.05.1998 | Mahlsdorf                                                                                            | Golßen              | |                           |
| Golßen                    | 31.12.2002 | Zützen                                                                                               | Golßen              | |                           |
| Groß Köris                | 26.10.2003 | Löpten                                                                                               | Groß Köris          | |                           |
| Halbe                     | 26.10.2003 | Briesen Freidorf Oderin                                                                              | Halbe               | |                           |
| Heidesee                  | 26.10.2003 | Dolgenbrodt Gräbendorf Gussow Streganz Wolzig                                                        | Heidesee            | Bindow Blossin Dannenreich Friedersdorf Kolberg Prieros                                             | Heidesee                  |
| Heideblick                | 31.12.1997 | |                     | Bornsdorf Weißack                                                                                   | Berstequell               |
| Heideblick                | 31.12.1997 | |                     | Gehren Langengrassau Waltersdorf Wüstermarke                                                        | Heideblick                |
| Heideblick                | 31.12.2001 | |                     | Beesdau Berstequell Falkenberg Goßmar Heideblick Pitschen-Pickel                                    | Heideblick                |
| Heideblick                | 26.10.2003 | Walddrehna                                                                                           | Heideblick          | |                           |
| Jamlitz                   | 26.10.2003 | Leeskow Ullersdorf                                                                                   | Jamlitz             | |                           |
| Kasel-Golzig              | 31.12.2002 | Jetsch Schiebsdorf                                                                                   | Kasel-Golzig        | |                           |
| Königs Wusterhausen       | 26.10.2003 | Kablow Niederlehme Senzig Wernsdorf Zeesen Zernsdorf                                                 | Königs Wusterhausen | |                           |
| Königs Wusterhausen       | 29.02.2004 | Diepensee Devastierung                                                                               | Königs Wusterhausen | |                           |
| Krausnick-Groß Wasserburg | 31.12.2001 | |                     | Krausnick Groß Wasserburg                                                                           | Krausnick-Groß Wasserburg |
| Lieberose                 | 01.01.1995 | Goschen                                                                                              | Lieberose           | |                           |
| Lieberose                 | 01.06.1997 | Trebitz                                                                                              | Lieberose           | |                           |
| Lieberose                 | 29.12.1997 | Blasdorf                                                                                             | Lieberose           | |                           |
| Lieberose                 | 26.10.2003 | Doberburg                                                                                            | Lieberose           | |                           |
| Lübben (Spreewald)        | 06.12.1993 | Hartmannsdorf Lubolz Radensdorf                                                                      | Lübben              | |                           |
| Luckau                    | 30.11.1997 | Gießmannsdorf                                                                                        | Luckau              | |                           |
| Luckau                    | 01.09.1998 | Zieckau                                                                                              | Luckau              | |                           |
| Luckau                    | 31.12.1998 | Bergen                                                                                               | Luckau              | |                           |
| Luckau                    | 31.12.1999 | Egsdorf Fürstlich Drehna Karche-Zaacko Kreblitz Kümmritz Willmersdorf-Stöbritz                       | Luckau              | |                           |
| Luckau                    | 31.12.2000 | Freesdorf                                                                                            | Luckau              | |                           |
| Luckau                    | 31.12.2001 | Terpt Zöllmersdorf                                                                                   | Luckau              | |                           |
| Luckau                    | 01.06.2002 | Uckro                                                                                                | Luckau              | |                           |
| Luckau                    | 06.12.1993 | Cahnsdorf Duben Görlsdorf Schlabendorf am See                                                        | Luckau              | |                           |
| Märkische Heide           | 26.10.2003 | Alt-Schadow Dollgen Dürrenhofe Gröditsch Groß Leine Hohenbrück-Neu Schadow Krugau Kuschkow Pretschen |                     | Biebersdorf Glietz Groß Leuthen Klein Leine Leibchel Plattkow Schuhlen-Wiese Wittmannsdorf-Bückchen | Märkische Heide           |
| Mittenwalde               | 26.10.2003 | Brusendorf Gallun Motzen Ragow Schenkendorf Telz Töpchin                                             | Mittenwalde         | |                           |
| Neu Zauche                | 26.10.2003 | Briesensee Caminchen                                                                                 | Neu Zauche          | |                           |
| Rietzneuendorf-Staakow    | 26.10.2003 | |                     | Rietzneuendorf-Friedrichshof Staakow                                                                | Rietzneuendorf-Staakow    |
| Schönefeld                | 27.09.1998 | |                     | Rotberg Waltersdorf                                                                                 | Waltersdorf               |
| Schönefeld                | 26.10.2003 | |                     | Großziethen Kiekebusch Schönefeld Selchow Waltersdorf Waßmannsdorf                                  | Schönefeld                |
| Schönwald                 | 31.12.2001 | |                     | Schönwalde Waldow/Brand                                                                             | Schönwald                 |
| Schwielochsee             | 01.06.1997 | |                     | Goyatz-Guhlen Siegadel                                                                              | Goyatz                    |
| Schwielochsee             | 26.10.2003 | |                     | Goyatz Jessern Lamsfeld-Groß Liebitz Mochow Ressen-Zaue Speichrow                                   | Schwielochsee             |
| Spreewaldheide            | 26.10.2003 | |                     | Butzen Laasow Sacrow-Waldow                                                                         | Spreewaldheide            |
| Steinreich                | 31.12.2002 | |                     | Glienig Sellendorf                                                                                  | Steinreich                |
| Unterspreewald            | 31.12.2001 | |                     | Leibsch Neu Lübbenau Neuendorf am See                                                               | Unterspreewald            |

## Sonstiges
Am 23. September 2008 erhielt der Kreis von der Bundesregierung den Titel Ort der Vielfalt verliehen.
Seit 2019 beherbergt der Landkreis in der Gemeinde Halbe das größte Esperanto-Zentrum der Welt, den Esperanto-Bahnhof.
Der Landkreis ist Gesellschafter der PD – Berater der öffentlichen Hand.